# 공도 제40호선 (이스라엘)

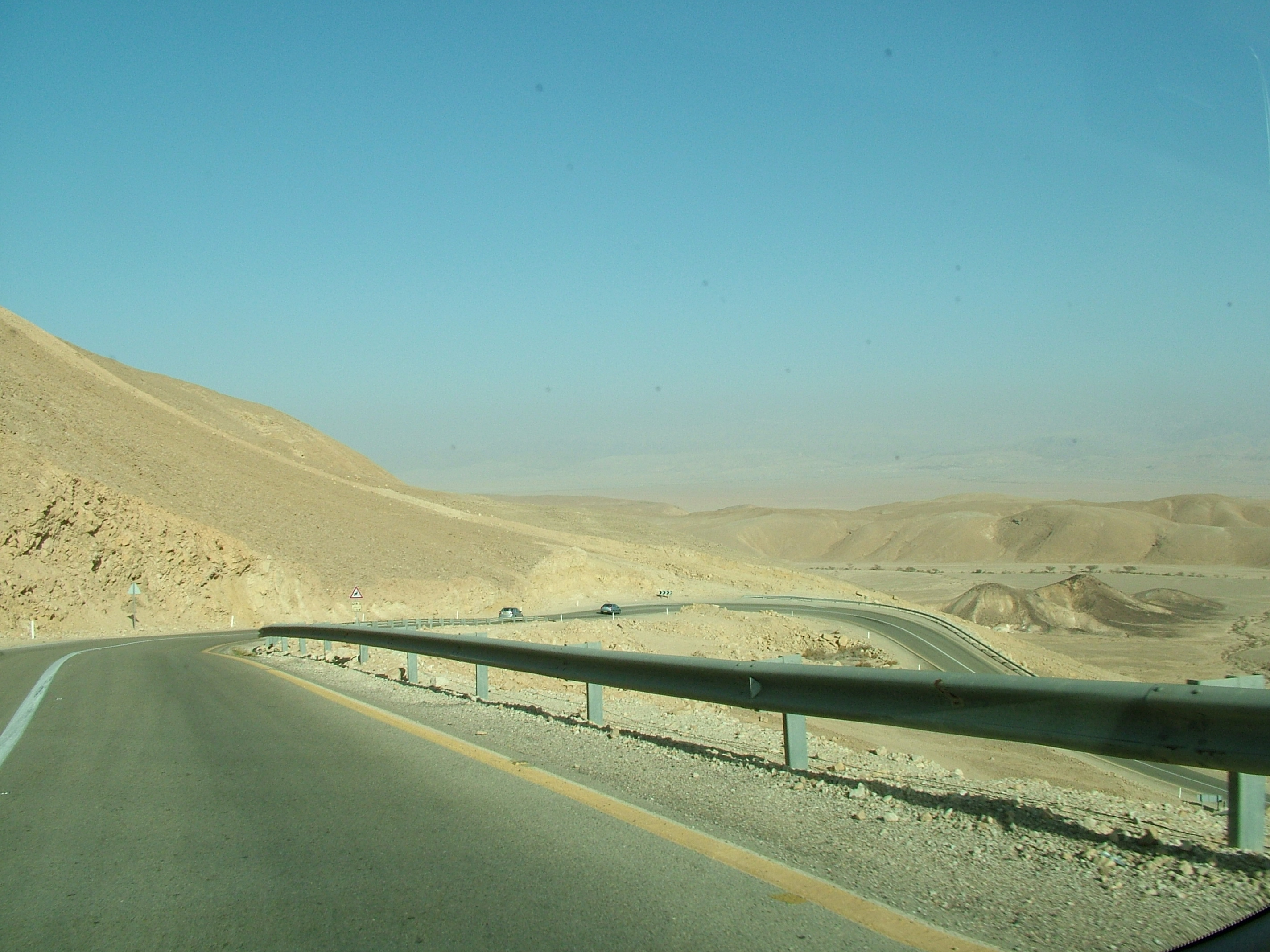
마크테시 라몬의 북쪽 능선을 바라본 공도 40호선.

공도 제40호선(히브리어: כביש 40, Highway 40)은 이스라엘의 간선도로로, 총 연장은 약 302km이다. 그러나 이스라엘에서 공도 제90호선 다음으로 2번째로 긴 노선으로 보이게 되며 케투라와 크파르사바를 서로 이어준다.

## 주요 경유지
- 미츠페라몬(영어판)
- 베르셰바
- 라하트(영어판)
- 키랴트말라키(영어판)
- 게데라
- 레호보트
- 라믈라
- 로드
- 페타티크바
- 호드하샤론(영어판)
- 크파르사바

## 접촉하는 주요 도로
- 공도 제90호선
- 공도 제12호선
- 공도 제13호선
- 공도 제25호선
- 공도 제60호선
- 공도 제31호선
- 공도 제6호선
- 공도 제35호선
- 공도 제3호선
- 공도 제7호선
- 공도 제44호선
- 공도 제1호선
- 공도 제46호선
- 공도 제5호선
- 공도 제55호선